# Pete Friesen
Pete Friesen (Peter Menno Friesen, 1965) es un guitarrista canadiense que ha salido de gira con bandas y artistas reconocidos como Alice Cooper, The Almighty y el vocalista de Iron Maiden, Bruce Dickinson.
Fue miembro de la banda de Alice Cooper entre 1989–1991, 1998–2000 y 2002. Tocó en las respectivas giras de los álbumes Trash y Hey Stoopid, y apareció en la película Wayne's World junto a Cooper.
En 2002, Friesen tocó la guitarra para Bruce Dickinson en algunos festivales en Europa.
Además es docente de guitarra en la Academia de Música Contemporánea en Guildford, Surrey, Inglaterra.